# Britz (bei Eberswalde)
Britz er en kommune i landkreis Barnim med 2084 indbyggere i Brandenburg, Tyskland. Den administreres af Amt Britz-Chorin-Oderberg, som har administration i Britz, der ligger fem kilometer nord for Eberswalde.

## Inddeling
Kommunen omfatter boligområderne Ferdinandsfelde, Forsthaus, Grenzhäuser og Britz-kolonien

## Historie
Fra 1815 til 1947 var Britz en del af den preussiske provins Brandenburg, fra 1947 til 1952 i delstaten Brandenburg, fra 1952 til 1990 af det Østtyske Bezirk Frankfurt.